# Sarain Boylan
Sarain Boylan est une actrice et mannequin canadienne.

## Biographie
Top model réputée, Sarain Boylan mène parallèlement une carrière d'actrice au cinéma et dans des séries télévisées, aussi bien au Canada, qu'aux États-Unis. Elle obtient un grand rôle au cinéma en 2007 dans Saw 4 de Darren Lynn Bousman.

## Filmographie partielle

### Cinéma
- 1998 : Boy Meets Girl de Jerry Ciccoritti : Helen
- 2002 : Night's Noontime de Rajiv Maikhuri (court métrage) : Alice
- 2003 : Posers de Katie Tallo : Vonny
- 2004 : The Right Way de Mark Penney : Lori
- 2006 : The House de David Krae : Kelly
- 2006 : Bon Cop, Bad Cop d'Érik Canuel : Iris Ward
- 2007 : Saw 4 de Darren Lynn Bousman : Brenda
- 2008 : Freezer Burn de Grant Harvey : Gina Larson
- 2008 : The Baby Formula d'Alison Reid : Ultrasound Technician
- 2009 : A Wake de Penelope Buitenhuis : Danielle
- 2010 : Gangster Exchange de Dean Bajramovic : Kendra
- 2010 : Death Warrior de Bill Corcoran : Sophia

### Télévision
- 2001 : Bleacher Bums de Saul Rubinek (téléfilm) : Melody King
- 2003 : Les Experts : Miami (Saison 2, 3e épisode) : Nicole Arthur
- 2006-2008 : Rent-a-Goalie (série télévisée, 8 épisodes) : Malta
- 2008 : Dagvaktin (série télévisée islandaise, saison 1, 8e épisode) : femme de Brynjólfur
- 2010 : La 19ème épouse (The 19th Wife) (TV) : Desert Missy
- 2010 : Republic of Doyle (Saison 1, 9e épisode) : Yana
- 2010 : Rookie Blue (Saison 1, 4e épisode) : Sadie Falls
- 2012 : Witchslayer de Mario Azzopardi (téléfilm) : Lara
- 2013 : Lost Girl (série télévisée, 1 épisode) : Warden
- 2013 : Orphan Black (série télévisée, 1 épisode) : Astrid

## Récompenses et distinctions
- Sarain Boylan a été nommée aux Gemini Awards pour son rôle dans la série télévisée Rent-a-Goalie[1].